# Volcán de Fuego
El volcán de Fuego es a lo que se le conoce como un estratovolcán activo situado entre los departamentos de Sacatepéquez, Escuintla y Chimaltenango, al centro-sur de Guatemala. El volcán de Fuego es el volcán más activo de Guatemala y Centroamérica, también es considerado uno de los más activos del mundo.
Sus erupciones son violentas, y es el volcán más activo desde la Conquista, a tal extremo que se afirma que el conquistador Pedro de Alvarado pudo verlo en erupción en el año de 1524, según el mismo lo reportó en epístolas. Su nombre indígena es Chi'gag, que se traduciría del idioma cachiquel al español como «donde está el fuego».
El volcán tiene una altura de 3763 m s. n. m. Prácticamente se encuentra descubierto de vegetación más arriba de los 1300 metros, donde básicamente solo puede encontrarse lava. El volcán de Fuego tiene la forma de un cono que se alarga considerablemente hacia el sur, formando el pie de monte hacia la costa sur. Debajo de él se constituye una meseta orográfica de múltiples características geológicas. Forma una tríada de colosos con los volcanes de Agua y Acatenango, próximos a su base; de hecho, comparte el mismo bloque volcánico con el volcán Acatenango, y originalmente ambos eran referidos por los colonos españoles como «los volcanes de Fuego».  Del volcán nacen varias fuentes hídricas, que se convierten en ríos descendientes hacia la costa sur, en un área de riqueza mineral, óptima para la agricultura.

## Historia
En 1662 el historiador Francisco Antonio de Fuentes y Guzmán describió así al volcán de Fuego: «Uno de los dos montes que circundan el valle de panchoy, donde se asentó la segunda ciudad y capital de Guatemala, de la que distaba tres leguas, y al que se dió por los españoles este nombre para distinguirle del volcán de Agua, o sea el que lanzó la manga torrencial que arruinó la ciudad vieja en 1541. En la cima del volcán de Fuego, algo menos elevado que el de Agua, se cuaja la nieve, pero en el cráter no truena, como sucede con el de Pacaya, con el que se comunica, como con la Sierra de Sinaloa, distante de aquel setecientas leguas».
Los indígenas de Alotenango contaban la leyenda que el volcán conservó el nombre de «volcán de Fuego» —que había recibido por sus constantes erupciones— porque cuando unos sacerdotes españoles intentaron bautizarlo con el nombre de «Catarina» este se negó rotundamente a recibir las aguas bautismales, provocando una erupción tan violenta que la cruz con la que pretendían bautizarlo fue arrojada hasta el palacio del obispo en Santiago de los Caballeros de Guatemala. Los sacerdotes tuvieron entonces terror del volcán y nunca intentaron bautizarlo nuevamente.  El historiador Domingo Juarros en su obra Compendio de la historia de la Ciudad de Guatemala en 1818 habló de las erupciones que había hecho el volcán de Fuego durante el Virreinato español, especificando que las acaecidas en 1581, 1586, 1623, 1705, 1710, 1717, 1732 y 1737 causaron daños en los alrededores, mientras que la que hizo a fines del siglo xviii no tuvo consecuencias desastrosas, aunque duró varios días y calentó el agua de una vertiente que baja del volcán Acatenango a tal punto que no se podía cruzar.

### Expedición de Eugenio Dussaussay de 1881

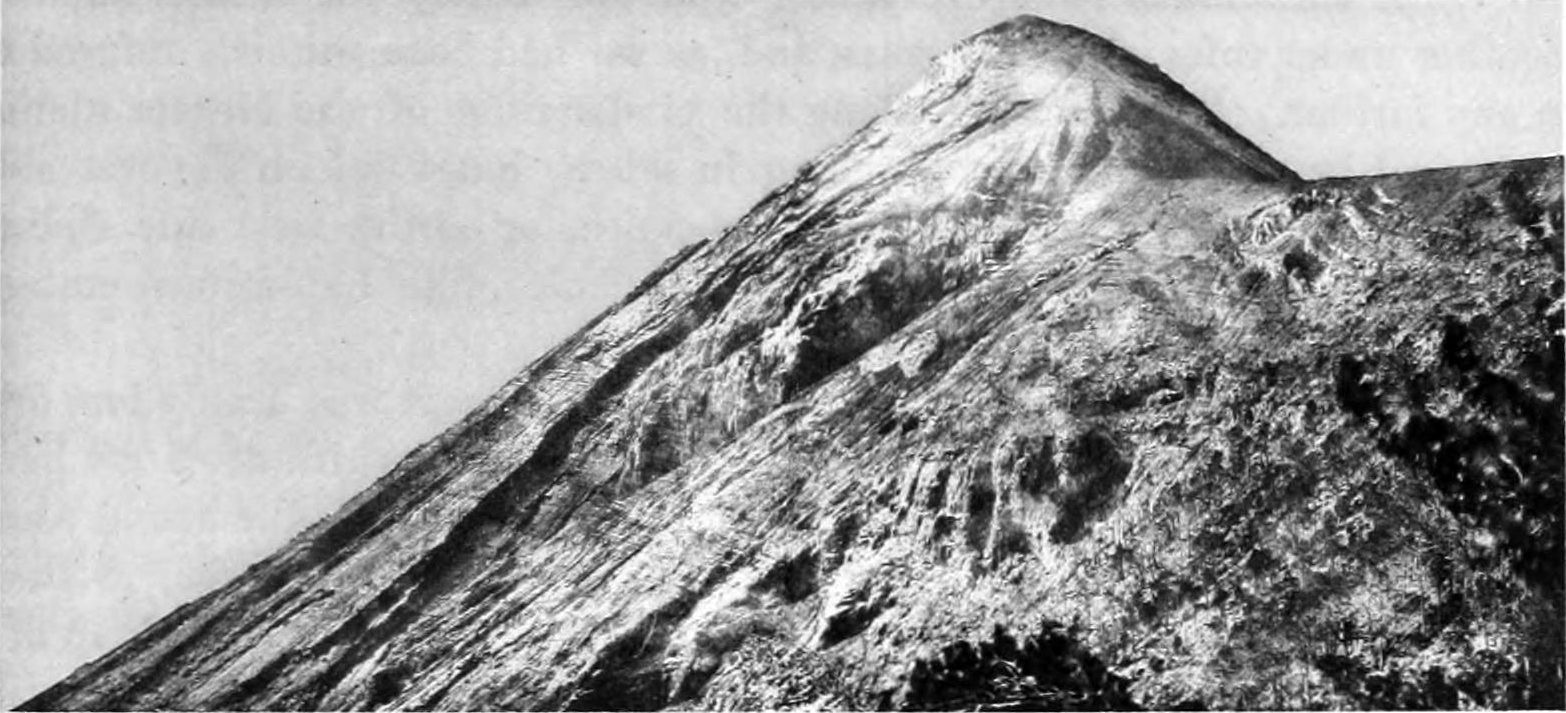
Pico del volcán de Fuego visto desde la meseta que lo separa del volcán Acatenango en 1899. Fotografía de Alfred Percival Maudslay.

En 1881, el escritor Eugenio Dussaussay relató su ascensión al volcán de Fuego, entonces parcialmente inexplorado. Primero, necesitó pedir autorización para subir al volcán al Jefe Político de Sacatepéquez, quien les entregó una carta para el alcalde de Alotenango solicitándole que le prestara a los exploradores los auxilios necesarios para su expedición. Dussaussay y su acompañante, Tadeo Trabanino, tenían la intención de ascender al pico central, que todavía no había sido explorado, pero no encontraron guía y se conformaron con subir al cono activo, que había hecho erupción en 1880.
Su guía, el señor Rudecindo Zul, oriundo de Alotenango, y dos mozos de la localidad encaminaron a Dussaussay y a Trabanino hasta un lugar en la montaña conocido como meseta, ya llegando a los picos de los volcanes, pero de allí no pasaban por el temor que tenían los indígenas de la localidad al volcán; de hecho, solo Zul se ofreció como guía, mientras que a los otros los obligó el alcalde a ir. Entre las provisiones que llevaban los exploradores había aguardiente para el guía y los mozos —condición única para acompañar la expedición—, instrumentos para ubicarse y armamento para defenderse de los tigres que habitaban el área en ese entonces.
La ascensión desde Alotenango se iniciaba con una marcha de cuatro leguas —aproximadamente dieciséis kilómetros— por una planicie hasta llegar a la primera cuesta, llamada «del Castillo» o «Gajoteachucuyo» y que consistía en las faldas más bajas del volcán. La región presentaba una asombrosa vegetación con robles, encinas con bellotas, aguacates y amates entre otros muchos árboles. Al salir de la cuesta del Castillo, la montaña se hacía mucho más espesa: los árboles eran menos elevados, pero se encontraban en mucho mayor cantidad y como hacía ocho meses que nadie había subido hasta allí, Zul y sus mozos tuvieron que abrir un sendero con machetes.
A medida que iban ascendiendo empezaron a advertir grandes masas de vapor acuoso flotando por el aire que eran llevada por el viento en todas direcciones mientras que las que eran más densas quedaban reclinadas sobre la montaña o se extendían por largos trechos. Cuando llegaron al lugar conocido como el «Cipresal» —por haber en él seis cipreses— los envolvió una densa niebla cuyos glóbulos podían distinguir flotando lentamente por el aire y sin caer a tierra. Cuando Dussaussay midió la temperatura esta era de tan solo dos grados sobre cero; poco después el vapor condensado empezó a caer en forma de un fuerte aguacero.
Al salir del Cipresal, la vegetación de lugar cambió nuevamente, y predominaban castaños silvestres pues estos prefieren tierras altas. Los exploradores pasaron allí la noche, improvisando una choza con horcones, ramas y hojas y barriendo la lava que había sobre el suelo; al amacener, desde el lugar en que se encontraban podían divisar Escuintla y el océano Pacífico al sur, el volcán de Agua al este y Antigua Guatemala y la Ciudad de Guatemala al noroeste. Al norte los bloqueaba el pico central del propio volcán de Fuego.
Los exploradores continuaron escalando, y llegaron al punto que los indígenas de Alotenango llamaban la «primera meseta» y de donde ya no pasó Zul; solo un mozo acompañó a Duassaussay y a Trabanino hasta la «segunda meseta», que es la que lleva al cráter del volcán. Cuando ascendieron hacia la segunda meseta ya solo había raquíticos pinos y ya no había fauna; la vegetación poco a poco iba disminuyendo y cuando llegaron a la meseta había desaparecido por completo. Ya solos, los exploradores comprendieron por qué los indígenas no pasaban de esta meseta: el lugar consistía de un filón de solo unos treinta centímetros de ancho dejando a ambos lados profundos precipicios y por el mismo corría un viento tan fuerte, que los arrojó al suelo. Duassaussay y Trabanino bordearon el filón y como pudieron llegaron al pie de la peña que forma la base del pico y con mucha dificultad lograron acercarse al cráter, pero no pudieron verlo porque estaba ladeado y un poco más abajo de la cúspide del volcán. Lo que sí percibieron era que, a pesar de estar a ocho grados bajo cero, el fuerte calor de la piedra que pisaban y el olor sulfuroso que emanaba del humo que arrojaba el volcán. Luego de dieciséis horas de penoso ascenso, el regreso fue de apenas cuatro horas.

### Expedición de Alfred Maudslay de 1892

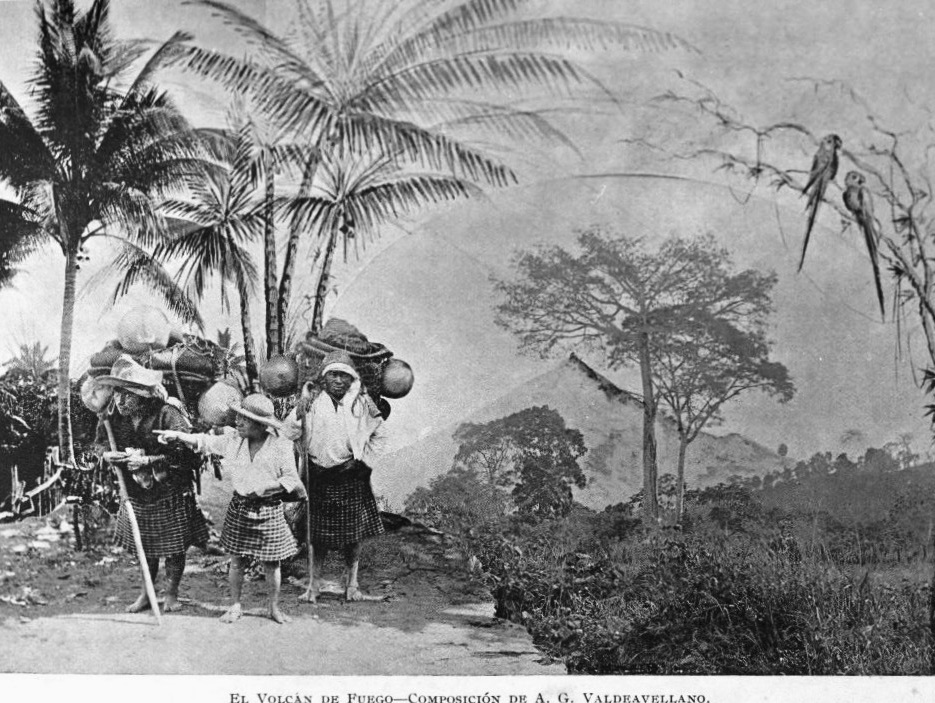
Composición fotográfica del volcán de Fuego en 1897 realizada por Alberto G. Valdeavellano para La Ilustración Guatemalteca.

El 7 de enero de 1892, el arqueólogo inglés Alfred Percival Maudslay y el Dr. Otto Stoll, quien residía en Antigua Guatemala, iniciaron el ascenso al volcán desde Alotenango, llevando siete mozos con comida, ropa y equipo de campamento. Cabalgaron durante una hora hacia la montaña hasta que las mulas no pudieron seguir y las enviaron de regreso al poblado con un mozo. Las primeras dos horas de ascenso no fueron muy pronunciadas, pero era pesado caminar sobre el follaje y hojas secas abriéndose camino entre el espeso bosque. Luego continuaron por una escarpada vereda construida en el bosque y no fue sino hasta que llegaron a los 2900 m s. n. m. que pudieron ver el pico del volcán por primera vez. Las laderas del pico del volcán ya no tenían vegetación y los barrancos próximos estaban cubiertos de ceniza volcánica y roca derretida.
Maudslay y Stoll continuaron el ascenso hasta llegar a un punto en el que los indígenas locales habían limpiado unos cuantos metros de terreno a 3425 m s. n. m. y decidieron acampar para pasar allí la noche. Los indígenas colocaron un muro improvisado de ramas de pino para aminorar la fuerza del viento; el frío era tan intenso que los escaladores tuvieron dificultades para conciliar el sueño esa noche. A la mañana siguiente, reiniciaron el ascenso y llegaron hasta la Meseta, que es la cumbre del macizo montañoso que estaban escalando y se encuentra a 3700 m s. n. m. Al norte les quedaba la cumbre del volcán Acatenango, la más alta de los tres conos y que estaba cubierta con árboles de pino casi hasta la cima, y al sur, la del volcán de Fuego.
Los mozos no quisieron continuar más allá de la meseta, por lo que Stoll y Maudslay continuaron solos por el borde de la Meseta, que era lo suficientemente ancha para que una persona pudiera pasar cómodamente, pero que tenía un abismo en su lado oriental y unas laderas llenas de rocas y material volcánico en el occidental. El ascenso de 150 m hasta el cráter fue sumamente difícil, y se vieron obligados a usar varas de apoyo y numerosos descansos para poder llegar.  Finalmente alcanzaron la cima y pudieron divisar hacia el interior del cráter, que Maudslay describió así:
«El cráter era un agujero de casi cien pies de profundidad, casi completamente rodeado de rocas deshechas y humeantes cubiertas con depósitos sulfurosos y cayendo a zonas más profundas en el lado opuesto al que me encontraba, pero que no podía ver por las salientes de rocas que me cubrían la vista. Quizá lo más curioso de la montaña es el hecho de que se eleva muy regular y gradualmente a un punto agudo, en donde los dos nos pudimos sentar y poder divisar todo a nuestro alrededor. Los gases que emanaban del volcán no eran nada agradables, pero afortunadamente el viento estaba a nuestro favor». Tras un breve descanso en la Meseta, retornaron a Alotenango a donde llegaron después de unas cuantas horas.

## Actividad

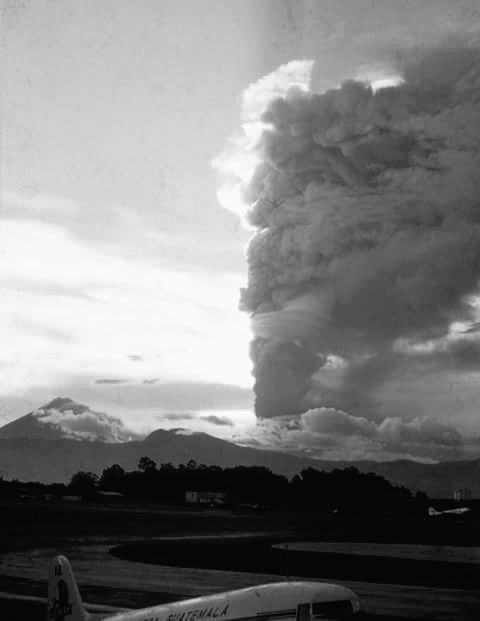
Erupción de 1959 vista desde la antigua terminal del Aeropuerto Internacional La Aurora. Fotografía de Luis Samayoa Amiel.

### Terremotos que afectaron a la ciudad de Santiago de los Caballeros
Es uno de los volcanes más activos de Guatemala y además, de Centroamérica. Impresionante por sus erupciones que se han registrado desde 1524, la última erupción ocurrió el 5 de junio de 2018, luego de la erupción del 3 de junio de 2018 que arrebató la vida de muchos guatemaltecos. Esta situación mantiene en constante alerta a las comunidades que viven en sus faldas, como San Pedro Yepocapa. 

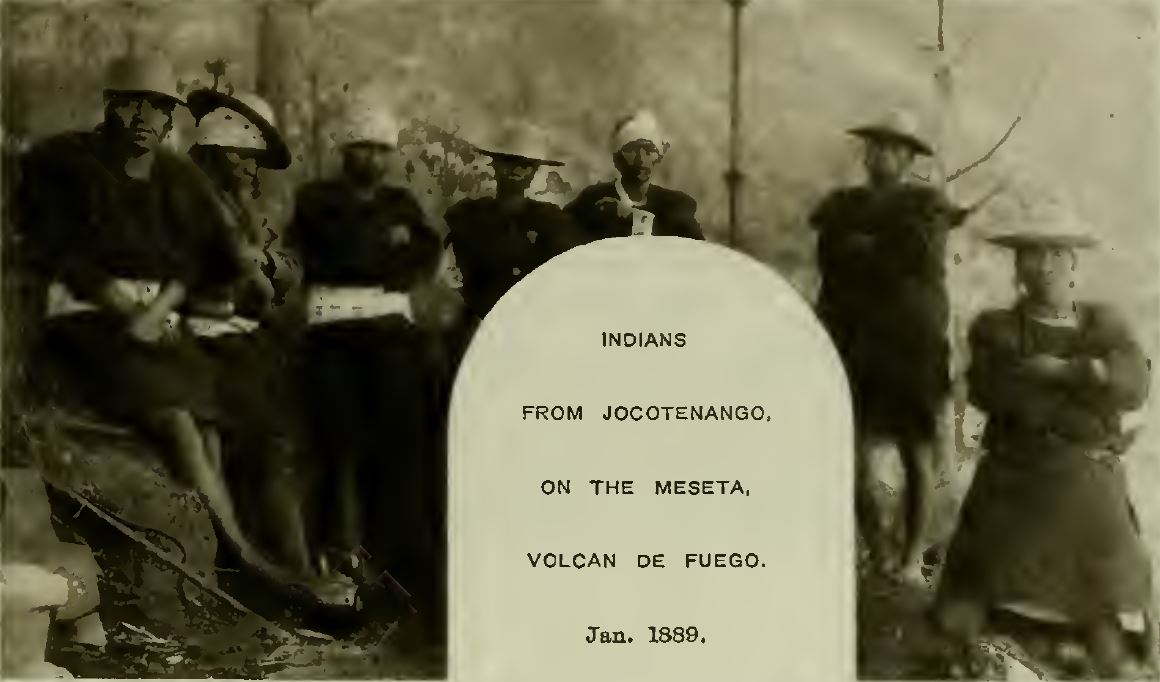
Indígenas de Jocotenango en la meseta del volcán de Fuego en 1889. Fotografía de Alfred Percival Maudslay.

El volcán ha hecho erupción más de sesenta veces desde 1524; los terremotos más fuertes que vivió la ciudad de Santiago de los Caballeros antes de su traslado definitivo en 1776 fueron los terremotos de San Miguel en 1717. En la ciudad, los habitantes también creían que la cercanía del volcán de Fuego era la causa de los terremotos; el arquitecto mayor Diego de Porres llegó a afirmar que los terremotos eran causado por las reventazones del volcán.
El 27 de agosto hubo una erupción muy fuerte del volcán de Fuego, que se extendió hasta el 30 de agosto; los vecinos de la ciudad pidieron auxilio al Santo Cristo de la catedral y a la Virgen del Socorro que eran los patronos jurados contra el fuego del volcán. El 29 de agosto salió la Virgen del Rosario en procesión después de un siglo sin salir y hubo muchas más procesiones de santos hasta el día 29 de septiembre, día de San Miguel; los primeros sismos por la tarde fueron leves, pero a eso de las 7 de la noche se produjo un fuerte temblor que obligó a los vecinos a salir de sus casas; siguieron los temblores y retumbos hasta las cuatro de la mañana. Los vecinos salieron a la calle y a gritos confesaban sus pecados, pensando lo peor.
Los terremotos de San Miguel dañaron la ciudad considerablemente, al punto que el Real Palacio sufrió daños en algunos cuartos y paredes. También hubo un abandono parcial de la ciudad, escasez de alimentos, falta de mano de obra y muchos daños en las construcciones de la ciudad; además de numerosos muertos y heridos. Estos terremotos hicieron pensar a las autoridades en trasladar la ciudad a un nuevo asentamiento menos propenso a la actividad sísmica; los vecinos de la ciudad se oponen rotundamente al traslado, e incluso tomaron el Real Palacio en protesta al mismo. Al final, la ciudad no se movió de ubicación, pero el número de elementos en el Batallón de Dragones para resguardar el orden fue considerable.
En 1773, Santiago de los Caballeros de Guatemala era una de las ciudades más famosas del Imperio español en América, y se consideraba que únicamente la Ciudad de México era más espléndida. De acuerdo a descripciones de la época, tres «monstruosos» volcanes la rodeaban: el volcán de Agua, que era muy útil para la ciudad por su fertilidad, aparte de que su forma piramidal agregaba una hermosa vista, y los volcanes de Fuego, —volcán de Fuego y volcán de Acatenango— a los que se llamó así porque aunque estaban más distantes que el de Agua, habían hecho erupción en numerosas ocasiones y eran consideraros como los responsables de las constantes ruinas de la ciudad. La cercanía de los volcanes ayudaba a que hubiera baños de todo tipo para los habitantes de la ciudad: termales, medicinales y templados; además había numerosos potreros y haciendas en los alrededores. La ciudad era abastecida gracias a los productos que diariamente eran llevados desde los setenta y dos pueblos circunvecinos.
Así se encontraba la ciudad en mayo de 1773 cuando empezaron a sentirse pequeños sismos, los cuales fueron incrementando su intensidad y el 11 de junio con un temblor que daño algunas casas y edificios; los más dañados fueron:
- Iglesia de las monjas Carmelitas
- Iglesia de Santo Domingo
- Hospital Real de San Juan de Dios[21]

Luego continuaron los sismos, hasta llegar al 29 de julio de 1773, día de Santa Marta de Bethania, en que se produjo el catastrófico terremoto que forzó el traslado de la ciudad a otro asentamiento ya que se pensaba que el origen del terremoto había sido el volcán de Fuego.

### Erupciones notables desde la conquista española en 1524
| Fecha                    | Breve descripción |
| ------------------------ | --- |
| 11 de septiembre de 1541 | Erupción reportada por la Comisión del presidente de la Real Audiencia en 1774, que indica que fue la causante del deslave en el volcán de Agua que provocó la inundación y destrucción de la entonces capital de la Capitanía General, que se encontraba al pie del referido volcán de Agua en la ubicación conocida actualmente como Ciudad Vieja. |
| 1581                     | Erupción reportada por el historiador Domingo Juarros, que causó daños o estuvo relacionada con terremotos. |
| 1586                     | Erupción reportada por el historiador Domingo Juarros, que causó daños o estuvo relacionada con terremotos. |
| 1623                     | Erupción reportada por el historiador Domingo Juarros, que causó daños o estuvo relacionada con terremotos. |
| 1705                     | Erupción reportada por el historiador Domingo Juarros, que causó daños o estuvo relacionada con terremotos. |
| 1710                     | Erupción reportada por el historiador Domingo Juarros, que causó daños o estuvo relacionada con terremotos. |
| 27-30 de agosto de 1717  | Fuerte erupción del volcán que fue el preludio de los terremotos de San Miguel. |
| 1732                     | Erupción reportada por el historiador Domingo Juarros, que causó daños o estuvo relacionada con terremotos. |
| 1737                     | Erupción reportada por el historiador Domingo Juarros, que causó daños o estuvo relacionada con terremotos. |
| 1800 (aproximadamente)   | Erupción que no tuvo consecuencias desastrosas, aunque duró varios días y calentó el agua de una vertiente que baja del volcán Acatenango a tal punto que no se podía cruzar. |
| 1880                     | Erupción del volcán reportada por el explorador Eugenio Dussaussay, quien ascendió al cono activo en 1881. |
| 1932                     | Fuerte erupción del volcán que cubrió la ciudad de Antigua Guatemala, la Ciudad de Guatemala, y los países Honduras y la El Salvador con ceniza. Además a esta erupción la acompañaron temblores, retumbos y ondas de choque. |

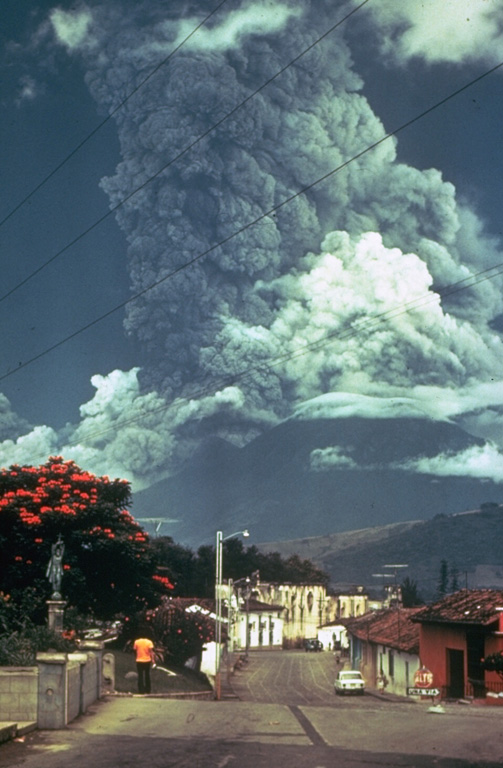
Erupción de 1974, vista desde Antigua Guatemala.

| 1959                     | Fuerte erupción que se observó claramente desde la Ciudad de Guatemala. |
| 15-21 de octubre de 1974 | La fuerte erupción causó pérdidas en la agricultura. También tuvo flujos piroclásticos que destruyeron parte de la vegetación de los alrededores del volcán y sepultó parcialmente con arena volcánica a San Pedro Yepocapa y Acatenango. |
| 1-6 de julio de 2004     | Explosiones pequeñas en el volcán de Fuego produjeron columnas de humo de alrededor de un kilómetro de altura sobre el volcán. Las avalanchas incandescentes de material volcánico descendieron por los costados de la montaña. |
| 13 de septiembre de 2012 | La mayor erupción del volcán en el siglo xxi hasta entonces, con columnas de ceniza que alcanzaron los 3000 metros de altura que provocaron la evacuación de diez mil personas. |
| 8 de febrero de 2015     | Luego de fuertes explosiones que se registraron en el volcán de Fuego, el director del Instituto Nacional de Sismología, Vulcanología, Meteorología e Hidrología (INSIVUMEH) sugirió que se declarara alerta naranja. El director del INSIVUMEH agregó que la situación era crítica porque la ceniza y la lava habían causado incendios forestales. El INSIVUMEH reportó que el volcán tenía de cuatro a seis explosiones por hora, que las columnas de ceniza alcanzaron los 4800 metros de altura, y que las nubes incandescentes se desplazaron aproximadamente a veinte kilómetros alrededor del volcán. |
| 3 de junio de 2018       | El volcán inició con erupciones de débiles a moderadas en la tarde del 3 de junio donde se advirtió de posibles incrementos en la actividad explosiva del volcán. las columnas de ceniza alcanzaron los 10 000 metros de altitud. La erupción causó 300 muertos, 200 desaparecidos, 600 heridos y cerca de dos millones de habitantes afectados. Al cumplirse poco más de 48 horas de esta erupción, el 5 de junio, nuevamente entra en erupción el volcán de Fuego, amenazando a más poblados del departamento de Escuintla. |
| 18 de noviembre de 2018  | El volcán inició con fuertes retumbos y expulsión de ceniza que supera los 5000 m s. n. m., en horas de la tarde, inicia con fuertes explosiones y erupciones moderadas a fuertes, expulsando flujos de lava. A las 02:00 de la madrugada del 19 de noviembre se registran explosiones violentas con expulsión de lava que sigue en el transcurso de la madrugada y mañana del mencionado día, lo cual obliga a las comunidades cercanas al volcán de fuego la autoevacuación preventiva, la Coordinadora Nacional para la Reducción de Desastres, decreta alerta roja en el departamento de Escuintla, específicamente en la cabecera departamental y el municipio de Santa Lucía Cotzumalguapa, activando los COE (Centros de Operaciones de Emergencia) de estos municipios en conjunto con la coordinadora municipal para la reducción de desastres -COMRED- para actuar y empezar los protocolos de evacuación y habilitación de albergues. |
| 12 de diciembre de 2022  | El volcán entró en erupción generando columnas de ceniza de 5000 metros de altitud según confirmaron las autoridades. Se observaron constantes explosiones débiles y moderadas. Se generó un flujo de lava de una longitud de 800 metros. Se reportaron caídas de ceniza en poblados ubicados a 45 kilómetros a la redonda del accidente geográfico. |